# Fynsk Erhverv
Fynsk Erhverv er en fynsk erhvervsorganisation og handelskammer, der arbejder for at fremme det fynske erhvervslivs interesser. Organisationen blev grundlagt i 1862 under navnet Odense Handelsforening. Siden har organisationen flere gange skiftet navn på grund af ændret strategisk fokus. Senest i 2009, hvor foreningen skiftede til sit nuværende navn, Fynsk Erhverv, for at styrke sin profil.
Fynsk Erhverv arbejder politisk for at skabe rammebetingelser for det fynske erhvervsliv og er desuden et forum, hvor medlemmerne kan mødes for at udveksle erfaringer. Til det formål har organisationen bl.a. forskellige formelle netværk, foredrag og arrangementer.
Fynsk Erhverv er uafhængig og 100 % medlemsfinansieret, og har godt 600 medlemsvirksomheder fra alle brancher og fra hele Fyn. Foreningens formand er Henrik Neelmeyer, adm. direktør for Egeskov Slot, mens den daglige ledelse varetages af direktør Jytte Reinholdt.